# 德拉甘·穆爾達
德拉甘·穆爾達（1984年1月23日—）是一位塞爾維亞足球運動員。在場上的位置是前鋒。他現在效力於J1聯賽球隊大宮松鼠。他也代表塞爾維亞國家足球隊參賽。